# Route 393 (Québec)
Pour les articles homonymes, voir Route 393.
La route 393 (R-393) est une route régionale québécoise d'orientation nord / sud située sur la rive nord du fleuve Saint-Laurent. Elle dessert les régions administratives de l'Abitibi-Témiscamingue et du Nord-du-Québec.

## Tracé
La route 393 débute à Rouyn-Noranda, à l'angle de la route 101. Elle se dirige d'abord vers l'ouest puis fait un virage vers le nord pour prendre un tracé parallèle à la route 101. Elle traverse alors quelques petites municipalités, puis le centre-ville de La Sarre et aboutit finalement dans le hameau de Val-Paradis, dans Eeyou Istchee Baie-James. Elle est la seule route secondaire du Québec à desservir la région du Nord-du-Québec.

## Localités traversées (du sud au nord)
Liste des municipalités dont le territoire est traversé par la route 393, regroupées par municipalité régionale de comté.

### Abitibi-Témiscamingue
Hors MRC
- Rouyn-Noranda

Abitibi-Ouest
- Duparquet
- Rapide-Danseur
- Sainte-Germaine-Boulé
- Palmarolle
- Macamic
- La Sarre
- Clermont
- Val-Saint-Gilles

### Nord-du-Québec
Jamésie
- Eeyou Istchee Baie-James

## Intersections majeures
| MRC                     | Municipalité                    | km    | Destinations                                  | Notes                                                                                  |
| ----------------------- | ------------------------------- | ----- | --------------------------------------------- | -------------------------------------------------------------------------------------- |
| Rouyn-Noranda           | Rouyn-Noranda                   | 0,00  | R-101 – Macamic, Rouyn-Noranda                |                                                                                        |
| Abitibi-Ouest           | Limite Rapide-Danseur–Duparquet | 15,70 | R-388 ouest – Rapide-Danseur, Matheson (Ont.) | Terminus est de la R-388                                                               |
| Abitibi-Ouest           | Palmarolle                      | 33,10 | R-390 est – Poularies, Taschereau             | Terminus ouest de la R-390                                                             |
| Abitibi-Ouest           | La Sarre                        | 46,10 | R-111 sud – Macamic, Amos                     | Terminus sud du multiplex avec la R-111                                                |
| Abitibi-Ouest           | La Sarre                        | 47,80 | R-111 nord – Dupuy, Normétal                  | Terminus nord du multiplex avec la R-111; Normétal indiqué en direction nord seulement |
| Abitibi-Ouest           | Clermont                        | 77,50 | R-111 sud – Normétal                          | Terminus nord de la R-111                                                              |
| Jamésie                 | Eeyou Istchee-Baie-James        | 97,20 | Route des Richesses                           |                                                                                        |
| - Terminus de multiplex |                                 |       |                                               |                                                                                        |